# Epigramă
Epigrama (din latină epigramma, prin franceză épigramme) este o specie a poeziei lirice, de proporții reduse, de obicei catren, care satirizează elementele negative ale unui caracter omenesc, ale unei situații etc. și se termină printr-o poantă ironică, mușcătoare, la adresa unui personaj, a unui fapt etc.
Epigrama este o formă fixă de poezie, cu un conținut satiric, umoristic, aforistic sau poetic, ce ține de ascuțime și de arta ingeniozității, având o structură binară ce-i conferă simetrie și opoziție între argument și contrargument. Printr-un mecanism epigramatic, această structură naște o tensiune numită „epigramatică”, descărcată printr-o „scânteie”, o surpriză ce poartă numele de poantă.
Epigramele constituie o modă a literaturii Epocii Luminilor, prin care autorul satirizează defecte morale, mai puțin fizice, ale individului. În special, se dezaprobă lăcomia, ipocrizia și alcoolismul, prin versuri cu un caracter etic, al căror model este preluat din Antichitate.
În literatura universală s-au evidențiat epigramiști ca Simonide⁠(d) (Grecia antică), Voltaire (Franța), Lessing (Germania), Pușkin (Rusia) ș.a., iar în literatura română George Topîrceanu, George Ranetti, Cincinat Pavelescu, Radu D. Rosetti, Alexandru O. Teodoreanu (Păstorel), Tudor Arghezi, Alexandru Clenciu și mulți alții.

## Structura epigramei
Indiferent de mărimea sau întinderea ei, epigrama are două părți constitutive distincte:
- titlul epigramei, care poate fi:

titlu funcțional, nelegat organic de strofa epigramică,
titlu conceptual, legat organic de strofa epigramică.
- strofa epigramică propriu-zisă

La rândul ei, strofa epigramică, funcțional vorbind, este compusă și ea din două părți:
- tema,
- poanta (condiție esențială a epigramei de azi).

O epigramă este limitată la o strofă în care un anumit aspect al vieții este prezentat pe scurt și apoi pus în legătură cu ceva care stârnește hilaritatea. Aspectul respectiv este caracterizat pregnant și imprimat în memoria cititorului prin poanta conținută de obicei în ultimul vers.

## Epigrama - definiție epigramatică
Cincinat Pavelescu arăta că o epigramă bună cuprinde două părți: una care excită așteptarea, ațâță curiozitatea, descriind în culori vii un subiect oarecare, și cealaltă, care, printr-un vers neașteptat, dă soluția acestui fel de problemă, sau, cum o definea Girel Barbu, Epigrama este o floare cu trei petale și un spin. 
În volumul Definiții epigramatice - dicționar culegere, publicat în 2000 de Ion Bratu, autorul ilustrează acest principiu, definind astfel epigrama:
E o cobră care mușcă,

Dar și arma ce rănește,

În trei versuri te ochește

Și-n al patrulea te-mpușcă.

Pe de altă parte, Al. O. Teodoreanu (Păstorel) le atrăgea atenția confraților săi epigramiști că epigrama nu este un gen la îndemâna oricui:
Le amintesc un mic refren

De care-i rog să țină seamă:

De-i epigrama un catren,

Nu tot catrenu-i epigramă!